# Micrasema salardum
Micrasema salardum är en nattsländeart som beskrevs av Schmid 1952. Micrasema salardum ingår i släktet Micrasema och familjen bäcknattsländor. Inga underarter finns listade i Catalogue of Life.